# Pakeha minima
Pakeha minima là một loài nhện trong họ Amaurobiidae.
Loài này thuộc chi Pakeha. Pakeha minima được miêu tả năm 1973 bởi Raymond Robert Forster & Wilton.